# Росіна (округ Жиліна)
Росіна (словац. Rosina) — село, громада округу Жиліна, Жилінський край, регіон Горне Поважіє. Кадастрова площа громади — 7,32 км².
Населення 3242 особи (станом на 31 грудня 2017 року).

## Історія
Росіна згадується 1341 року.

## Географія
Протікає потік Мала Вода.

## Населення
| Рік:            | 1994. | 2004.   | 2014.   | 2024.   |
| --------------- | ----- | ------- | ------- | ------- |
| Кількість осіб: | 2617  | 2854    | 3116    | 3374    |
| Різниця:        |       | +9,05 % | +9,18 % | +8,27 % |

| Рік:            | 2023. | 2024.   |
| --------------- | ----- | ------- |
| Кількість осіб: | 3382  | 3374    |
| Різниця:        |       | -0,23 % |